# 倉田良樹
倉田 良樹（くらた よしき、1954年 - ）は、日本の社会学者。一橋大学名誉教授。福知山公立大学理事兼副学長。

## 人物・経歴
東京生まれ。1978年一橋大学社会学部卒業。1980年一橋大学大学院社会学研究科修士課程修了。1983年一橋大学大学院社会学研究科博士課程単位取得退学、福岡大学商学部専任講師。1986年一橋大学社会学部専任講師。1988年一橋大学社会学部助教授。1996年一橋大学社会学部教授。2000年一橋大学大学院社会学研究科教授。2006年博士（社会学）。2018年一橋大学名誉教授、一橋大学大学院社会学研究科特任教授。2020年福知山公立大学地域経営学部教授。2022年朝来市行財政改革推進委員会会長。2023年福知山公立大学理事兼副学長（学務・総務担当）。専門は労働社会学、産業社会学、社会学理論。

## 著書
- 『新しい労働組織の研究』中央経済社 1985年